# Lonchocarpus sericeus

Lonchocarpus sericeus é uma espécie de planta com flores da grande família das Fabaceae, popularmente conhecida como ingá-bravo. 